# سیارک ۴۸۰۷۰
سیارک ۴۸۰۷۰ (به انگلیسی: 48070 Zizza، نامگذاری:2001FB4) چهل و هشت هزار و هفتادمین سیارک کشف شده‌است که در ۱۹ مارس ۲۰۰۱ کشف شد.